# Enkelstöten (TV-serie)
Enkelstöten är en TV-serie från 2017 och är en nyinspelning av TV-serien Dubbelstötarna som sändes under 1980-talet, baserad på böckerna Enkelstöten och Dubbelstöten av Tomas Arvidsson. Det är en kriminalkomedi som produceras av FLX och visas i sex avsnitt i TV4 under hösten 2017. Andra säsongen hade premiär på C More och senare TV4 under våren 2019. Programmet vann Kristallen 2019 som årets humorprogram.

## Handling
Jenny och Cecilia är två kvinnor i 60-årsåldern som lever ett vanligt medelklassliv i Kalmar. Men när båda inser att framtiden är allt annat än ljus för dem, bestämmer de sig för att göra något drastiskt, att råna ett bankkontor i Stockholm.

## Rollista
- Sissela Kyle – Cecilia Stensson, läkare
- Lotta Tejle – Jenny Bertilsson, matematiklärare
- Tomas von Brömssen – Jan Stensson, Cecilias make
- Ralph Carlsson – Gunnar Bertilsson, Jennys f.d. make
- David Wiberg – Bengt, kemilärare
- Gunilla Röör – Anki, polis
- Danilo Bejarano – Oscar, polis
- Lena Philipsson – Siri, läkare
- Björn Gustafson – bridgespelare
- Frej Lindqvist – bridgespelare
- Thomas Bodström – i en dröm
- Annika Andersson - Marika, polis
- Kristin Andersson - Harriet, Jennys dotter
- Rasmus Engelholm - Filip